# Ministerstwo Cyfryzacji
Ministerstwo Cyfryzacji (MC) – polski urząd administracji rządowej obsługujący ministra właściwego do spraw działu administracji rządowej – informatyzacja. Zostało utworzone w 2015 z przekształcenia Ministerstwa Administracji i Cyfryzacji, zlikwidowane w 2020, a następnie przywrócone w 2023.

## Kierownictwo[1]
- Krzysztof Gawkowski (NL) – minister cyfryzacji od 13 grudnia 2023
- Michał Gramatyka (PL2050) – sekretarz stanu od 22 grudnia 2023
- Paweł Olszewski (PO) – sekretarz stanu od 22 grudnia 2023
- Dariusz Standerski (NL) – sekretarz stanu od 13 grudnia 2023
- Rafał Rosiński (PSL) – podsekretarz stanu od 30 lipca 2024[2]
- vacat – przewodniczący Rady ds. Cyfryzacji
- Bartosz Dominiak – dyrektor generalny od 13 grudnia 2023

## Struktura organizacyjna
W skład ministerstwa wchodzi Gabinet Polityczny Ministra oraz następujące jednostki organizacyjne:
- Centrum Rozwoju Kompetencji Cyfrowych
- Departament Badań i Innowacji
- Departament Cyberbezpieczeństwa
- Departament GovTech Polska
- Departament Prawny
- Departament Projektów i Strategii
- Departament Telekomunikacji
- Departament Transformacji Cyfrowej
- Departament Współpracy Międzynarodowej
- Departament Zarządzania Danymi
- Biuro Administracyjne
- Biuro Bezpieczeństwa, Kontroli i Nadzoru
- Biuro Budżetowo-Finansowe
- Biuro Dyrektora Generalnego
- Biuro Komunikacji
- Biuro Ministra.

Organ nadzorowany przez ministra:
- Prezes Urzędu Komunikacji Elektronicznej

Jednostka organizacyjna podległa ministrowi:
- Centrum Projektów Polska Cyfrowa

Jednostki organizacyjne nadzorowane przez ministra:
- Centralny Ośrodek Informatyki
- Instytut Łączności – Państwowy Instytut Badawczy
- Naukowa i Akademicka Sieć Komputerowa – Państwowy Instytut Badawczy

## Historia
Informatyzację jako dział administracji rządowej utworzono 1 lipca 2002. Podporządkowano ją wówczas ministrowi nauki, a obsługiwał ją Urząd Komitetu Badań Naukowych. Ranga działu wzrosła 1 kwietnia 2003, gdy zmieniono nazwę resortu na Ministerstwo Nauki i Informatyzacji. Jego kierownik tytuł ministra nauki i informatyzacji otrzymał jednak dopiero 2 maja 2004. Od 31 października 2005 informatyzacja podlegała Ministerstwu Spraw Wewnętrznych i Administracji.
Sześć lat później, 18 listopada 2011 komórki i pracowników obsługujących dział informatyzacji w MSWiA przeniesiono do nowo utworzonego Ministerstwa Administracji i Cyfryzacji. Osobny resort informatyzacji został utworzony rozporządzeniem Rady Ministrów z 7 grudnia 2015 (wchodzącym w życie dzień później z mocą obowiązującą od 16 listopada 2015), otrzymując nazwę Ministerstwa Cyfryzacji. Siedzibą nowego ministerstwa stał się dawny biurowiec przedsiębiorstwa Miastoprojekt przy ul. Królewskiej 27, wzniesiony w latach 50. XX wieku.
Jednostka została zniesiona 7 października 2020 z mocą obowiązującą od dnia poprzedniego, na mocy rozporządzenia Rady Ministrów z dnia 7 października 2020 r. w sprawie zniesienia Ministerstwa Cyfryzacji. Zgodnie z rozporządzeniem Rady Ministrów w sprawie zniesienia Ministerstwa Cyfryzacji dotychczasowi pracownicy ministerstwa z działu informatyzacja zostali włączeni do Kancelarii Prezesa Rady Ministrów i na podstawie rozporządzenia Prezesa Rady Ministrów z dnia 6 października 2020 r. w sprawie szczegółowego zakresu działania Ministra Cyfryzacji Kancelaria Prezesa Rady Ministrów zapewniała obsługę ministra. 1 maja 2023 weszło w życie rozporządzenie Rady Ministrów przyjęte 20 kwietnia tego samego roku o utworzeniu Ministerstwa Cyfryzacji, na podstawie którego zostało przywrócone zlikwidowane 7 października 2020 Ministerstwo Cyfryzacji.

## Lista ministrów
| Lp.                            | Zdjęcie                             | Imię i nazwisko (partia polityczna) | Objęcie urzędu | Złożenie urzędu | Długość urzędowania |
| ------------------------------ | ----------------------------------- | ----------------------------------- | -------------- | --------------- | ------------------- |
|                                | Minister nauki i informatyzacji     |                                     |                |                 |                     |
| 1.                             |                                     | Michał Kleiber (ur. 1946)           | 2 V 2004       | 31 X 2005       | 547 dni             |
|                                | Minister administracji i cyfryzacji |                                     |                |                 |                     |
| 2.                             |                                     | Michał Boni (ur. 1954)              | 18 XI 2011     | 27 XI 2013      | 740 dni             |
| 3.                             |                                     | Rafał Trzaskowski (PO) (ur. 1972)   | 3 XII 2013     | 22 IX 2014      | 293 dni             |
| 4.                             |                                     | Andrzej Halicki (PO) (ur. 1961)     | 22 IX 2014     | 16 XI 2015      | 420 dni             |
|                                | Minister cyfryzacji                 |                                     |                |                 |                     |
| 5.                             |                                     | Anna Streżyńska (ur. 1967)          | 16 XI 2015     | 9 I 2018        | 785 dni             |
| 6.                             |                                     | Marek Zagórski (PiS) (ur. 1967)     | 17 IV 2018     | 6 X 2020        | 903 dni             |
| 7.                             |                                     | Mateusz Morawiecki (PiS) (ur. 1968) | 6 X 2020       | 6 IV 2023       | 912 dni             |
| 8.                             |                                     | Janusz Cieszyński (PiS) (ur. 1988)  | 6 IV 2023      | 27 XI 2023      | 235 dni             |
| Minister rozwoju i technologii |                                     |                                     |                |                 |                     |
| 9.                             |                                     | Marlena Maląg (PiS) (ur. 1964)      | 27 XI 2023     | 13 XII 2023     | 16 dni              |
|                                | Minister cyfryzacji                 |                                     |                |                 |                     |
| 10.                            |                                     | Krzysztof Gawkowski (NL) (ur. 1980) | 13 XII 2023    | nadal           | 593 dni             |